# Tử hình ở Slovenia
Hình phạt tử hình đã được bãi bỏ ở Slovenia vào năm 1989, khi nước này vẫn còn là một nước cộng hòa liên bang thuộc Nam Tư. Khi Slovenia ban hành hiến pháp dân chủ vào ngày 23 tháng 12 năm 1991, hình phạt tử hình đã trở thành hành vi vi hiến. Vào ngày 1 tháng 7 năm 1994, nghị định thư số 6 của Công ước Châu Âu về Nhân quyền bắt đầu có hiệu lực. Sau đó, Slovenia cũng thông qua Nghị định thư thứ hai đối với Công ước quốc tế về các quyền dân sự và chính trị.
Người cuối cùng bị hành quyết ở Slovenia là Franc Rihtarič. Anh bị hành quyết bằng cách xử bắn vào ngày 30 tháng 10 năm 1959 tại Maribor.